# Sigillaria
Sigillaria is een geslacht van uitgestorven wolfsklauwachtige bomen uit de groep der Lycopodiophyta, die voorkwamen in het Carboon, en samen met de geslachten Lepidodendron en Bothrodendron de familie Lepidodendraceae vormde. Tijdens het Westfalien D (Carboon) kwam de groep veelvuldig voor. Sinds het Perm (Rotliegendes) is ze uitgestorven. 

## Beschrijving
Ze waren verwant aan de vele malen kleinere huidige wolfsklauwen. De 'bomen' bereikten een hoogte tot dertig meter met een stamdoorsnede van een meter. De slanke stam eindigde in een top bestaande uit een paar takken, meestal twee, met naaldvormige microfyllen ('bladeren'). De stam liep, net als bij palmvarens, door tot in de grond. Daar ging hij over in het rizoom. De fossiele afdrukken van dit rizoom worden stigmaria genoemd. Wanneer de microfyllen afvielen bleef een bladlitteken achter op een bladkussen. Dit litteken had een zeshoekige vorm en ze stonden verticaal boven elkaar, in tegenstelling tot die van Lepidodendron, die een andere vorm hebben, en spiraalsgewijs staan ingeplant. Ook de bladbases van Sigillaria waren spiraalvormig gerangschikt, maar dan zo dat er ook verticale rijen ontstonden. De 'bladeren' waren langer dan die van Lepidodendron en hadden een lijn-lancetvormig uiterlijk: de breedte was slechts ongeveer een centimeter, terwijl de lengte een meter kon bereiken. Het nu ongewone uiterlijk van de plant was te danken aan de zeer korte takken en lange, dicht bij elkaar geplaatste bladeren, die grote plukken vormden aan het einde van de stam.

## Habitat
Samen met Lepidodendron en Calamites was de plant een van de belangrijkste vormen van bomen in de Carboonbossen in hete, vochtige omgevingen. Tijdens deze periode waren deze planten zo overvloedig dat talloze fossiele koolstofafzettingen bijna uitsluitend uit hun overblijfselen bestaan.

## Fossielen
Geïsoleerde bladeren en vruchten zijn ook bekend van Sigillaria, in het verleden toegeschreven aan verschillende geslachten, evenals de geïsoleerde wortelsystemen bekend als stigmaria. Deze wortelstokken waren groot en in veel gevallen hadden ze een bijna horizontale ontwikkeling en verspreidden zich vele meters rond de plant. In sommige gevallen zijn deze wortelsystemen in situ bewaard, samen met de basis van de stam.

## Soorten
- S. alveolaris Brongniart (1828)
- S. barbata Weiss (1887)
- S. bicostata Weiss (1887)
- S. boblayi Brongniart (1828)
- S. brardii Brongniart (1828)
- S. cancriformis Weiss (1887)
- S. cristata Sauveur (1848)
- S. cumulata Weiss (1887)
- S. davreuxii Brongniart (1828)
- S. densifolia Brongniart (1836)
- S. elegans Sternberg (1825)
- S. elongata Brongniart (1824)
- S. fossorum Weiss (1887)
- S. hexagona Brongniart (1828)
- S. loricata Weiss (1887)
- S. mammiliaris Brongniart (1824)
- S. menardi Brongniart (1828)
- S. micaudi Zeller (1886-1888)
- S. monostigma Lesquereux (1866)
- S. orbicularis Brongniart (1828)
- S. ovata Sauveur (1848)
- S. pachyderma Brongniart (1828)
- S. principes Weiss (1881)
- S. reticulata Lesquereux (1860)
- S. rugosa Brongniart (1828)
- S. saulii Brongniart (1836)
- S. schotheimiana Brongniart (1836)
- S. scutellata Brongniart (1822)
- S. sillimanni Brongniart (1828)
- S. tesselata Brongniart (1828)
- S. transversalis Brongniart (1828)
- S. trigona Sternberg (1826)
- S. voltzii Brongniart (1828)